# Albanie au Concours Eurovision de la chanson 2019

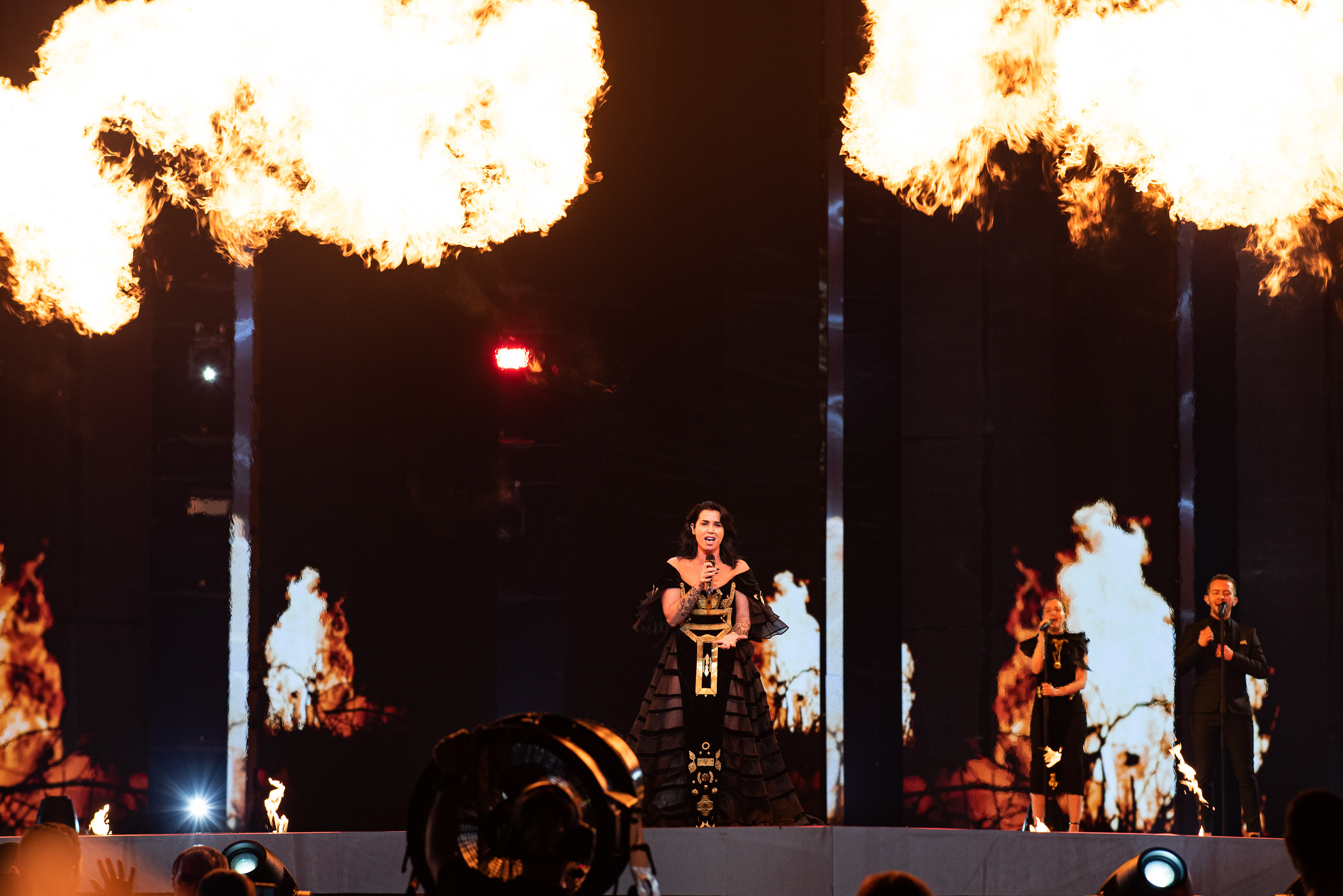
Albanie au Concours Eurovision de la chanson 2019

L'Albanie est l'un des quarante et un pays participants du Concours Eurovision de la chanson 2019, qui se déroule à Tel-Aviv en Israël. Le pays est représenté par Jonida Maliqi et sa chanson Ktheju tokës, sélectionnés lors du Festivali I Këngës 2018. Le pays termine à la 17e place de la finale, recevant 90 points.

## Sélection
Le diffuseur RTSH confirme sa participation à l'Eurovision 2019 le 17 septembre 2018, confirmant par la même occasion que le représentant sera sélectionné via le Festivali I Këngës. Un appel aux candidatures pour ce Festival avait été précédemment par le diffuseur entre le 16 mai et le 30 juin 2018.

### Format
Le Festival est composé de deux demi-finales et d'une finale et réunit vingt-deux artistes. Tous les artistes ont participé aux deux demi-finales. Lors de la première, ils ont interprété leurs chansons accompagnés d'un orchestre symphonique. Lors de la deuxième, ils interprètent leur chansons dans leurs arrangements finaux. À leur terme, huit artistes sont éliminés et seuls les quatorze restants participent à la finale.

### Chansons
| Artiste                       | Chanson                |
| ----------------------------- | ---------------------- |
| Alar Band                     | Dashuria nuk mjafton   |
| Artemisa Mithi & Febi Shkurti | Dua ta besoj           |
| Aurel Thëllimi                | Të dua ty              |
| Bojken Lako                   | Jeto jetën             |
| Bruno Pollogati               | Nuk ka stop            |
| Dilan Reka                    | Karma                  |
| Eliza Hoxha                   | Peng                   |
| Elona Islamaj                 | Në këtë botë kalimtarë |
| Elton Deda                    | Qetësisht              |
| Eranda Libohova               | 100 pyetje             |
| Gjergj Leka                   | Një ditë tjetër        |
| Jonida Maliqi                 | Ktheju tokës           |
| Kelly                         | A më ndjen             |
| Klinti Çollaku                | Me jetë                |
| Klodiana Vata                 | Mbrëmje e pafund       |
| Kujtim Prodani                | Babela                 |
| Lidia Lufi                    | Rrëfehem               |
| Lorela Sejdini                | Vetmi                  |
| Marko Strazimiri & Imbro      | Leyla                  |
| Mirud                         | Nënë                   |
| Orgesa Zaimi                  | Hije                   |
| Soni Malaj                    | Më e fortë             |
| Vikena Kamenica               | Natën e mirë           |

### Demi-finales
| 1  | Bojken Lako                   | Jeto jetën             |
| 2  | Alar Band                     | Dashuria nuk mjafton   |
| 3  | Lidia Lufi                    | Rrëfehem               |
| 4  | Kujtim Prodani                | Babela                 |
| 5  | Gjergj Leka                   | Një ditë tjetër        |
| 6  | Dilan Reka                    | Karma                  |
| 7  | Mirud                         | Nënë                   |
| 8  | Soni Malaj                    | Më e fortë             |
| 9  | Jonida Maliqi                 | Ktheju tokës           |
| 10 | Elton Deda                    | Qetësisht              |
| 11 | Elona Islamaj                 | Në këtë botë kalimtarë |
| 12 | Klodiana Vata                 | Mbrëmje e pafund       |
| 13 | Klinti Çollaku                | Me jetë                |
| 14 | Artemisa Mithi & Febi Shkurti | Dua ta besoj           |
| 15 | Kelly                         | A më ndjen             |
| 16 | Bruno Pollogati               | Nuk ka stop            |
| 17 | Marko Strazimiri & Imbro      | Leyla                  |
| 18 | Lorela Sejdini                | Vetmi                  |
| 19 | Eliza Hoxha                   | Peng                   |
| 20 | Eranda Libohova               | 100 pyetje             |
| 21 | Aurel Thëllimi                | Të dua ty              |
| 22 | Orgesa Zaimi                  | Hije                   |

| 1  | Jonida Maliqi                 | Ktheju tokës           |
| 2  | Artemisa Mithi & Febi Shkurti | Dua ta besoj           |
| 3  | Mirud                         | Nënë                   |
| 4  | Klodiana Vata                 | Mbrëmje e pafund       |
| 5  | Lidia Lufi                    | Rrëfehem               |
| 6  | Marko Strazimiri & Imbro      | Leyla                  |
| 7  | Orgesa Zaimi                  | Hije                   |
| 8  | Elona Islamaj                 | Në këtë botë kalimtarë |
| 9  | Bojken Lako                   | Jeto jetën             |
| 10 | Elton Deda                    | Qetësisht              |
| 11 | Eliza Hoxha                   | Peng                   |
| 12 | Gjergj Leka                   | Një ditë tjetër        |
| 13 | Kujtim Prodani                | Babela                 |
| 14 | Aurel Thëllimi                | Të dua ty              |
| 15 | Soni Malaj                    | Më e fortë             |
| 16 | Lorela Sejdini                | Vetmi                  |
| 17 | Klinti Çollaku                | Me jetë                |
| 18 | Alar Band                     | Dashuria nuk mjafton   |
| 19 | Kelly                         | A më ndjen             |
| 20 | Dilan Reka                    | Karma                  |
| 21 | Eranda Libohova               | 100 pyetje             |
| 22 | Bruno Pollogati               | Nuk ka stop            |

### Finale
La finale a lieu le 22 décembre 2018. 14 artistes y sont en compétition.
- Vainqueur
- Deuxième
- Troisième

| Finale | Finale                        | Finale               | Finale      | Finale   | Finale     | Finale    | Finale  | Finale  | Finale  | Finale    | Finale  | Finale | Finale |
| Ordre  | Artiste                       | Chanson              | H. Zaharjan | A. Marku | R. Nishliu | A. Krajka | P. Kuke | O. Toqi | R. Dilo | S. Kushta | D. Çene | Total  | Place  |
| ------ | ----------------------------- | -------------------- | ----------- | -------- | ---------- | --------- | ------- | ------- | ------- | --------- | ------- | ------ | ------ |
| 1      | Marko Strazimiri & Imbro      | Leyla                | 14          | 18       | 19         | 15        | 18      | 10      | 25      | 12        | 11      | 142    | 8      |
| 2      | Gjergj Leka                   | Një ditë tjetër      | 20          | 12       | 10         | 20        | 11      | 14      | 11      | 15        | 18      | 131    | 10     |
| 3      | Elton Deda                    | Qetësisht            | 18          | 17       | 17         | 19        | 14      | 15      | 17      | 19        | 20      | 156    | 7      |
| 4      | Eranda Libohova               | 100 pyetje           | 22          | 22       | 22         | 25        | 19      | 17      | 18      | 11        | 25      | 181    | 3      |
| 5      | Jonida Maliqi                 | Ktheju tokës         | 19          | 30       | 30         | 18        | 30      | 19      | 30      | 30        | 22      | 228    | 1      |
| 6      | Eliza Hoxha                   | Peng                 | 11          | 16       | 20         | 12        | 15      | 13      | 14      | 10        | 16      | 127    | 11     |
| 7      | Orgesa Zaimi                  | Hije                 | 10          | 14       | 16         | 13        | 13      | 12      | 13      | 18        | 12      | 121    | 13     |
| 8      | Bojken Lako                   | Jeto jetën           | 12          | 15       | 25         | 10        | 16      | 16      | 16      | 13        | 15      | 138    | 9      |
| 9      | Soni Malaj                    | Më e fortë           | 17          | 19       | 18         | 17        | 20      | 18      | 15      | 25        | 17      | 166    | 5      |
| 10     | Artemisa Mithi & Febi Shkurti | Dua ta besoj         | 13          | 13       | 12         | 11        | 10      | 11      | 19      | 14        | 10      | 113    | 14     |
| 11     | Dilan Reka                    | Karma                | 16          | 25       | 14         | 14        | 25      | 22      | 22      | 17        | 14      | 169    | 4      |
| 12     | Alar Band                     | Dashuria nuk mjafton | 15          | 11       | 11         | 16        | 12      | 20      | 10      | 16        | 13      | 124    | 12     |
| 13     | Lidia Lufi                    | Rrëfehem             | 30          | 20       | 15         | 30        | 22      | 30      | 20      | 22        | 30      | 219    | 2      |
| 14     | Klinti Çollaku                | Me jetë              | 25          | 10       | 13         | 22        | 17      | 25      | 12      | 20        | 19      | 163    | 6      |

## À l'Eurovision
L'Albanie participe à la deuxième demi-finale, le 16 mai 2019. Le pays y termine 9e avec 96 points, se qualifiant ainsi pour la finale. Là, il termine en 17e place avec 90 points.